# Aflæsservogn
En aflæsservogn er en påhængsvogn anvendt i landbruget. I vognens bund findes langs højre og venstre side et fladt kædetræk, mellem hvilke påsvejsede lameller kan bringe vognens gods ud over dennes bagende. Kæderne drives via en kraftoverførsel af traktoren. Ved bagenden er det muligt at montere fx gødningsspreder eller en mekanisme, som aflæsser foder høje end vognens lad.
Disse vogne så man mange af fra starten af 1960-erne. Næsten ethvert landbrug havde en med gødningssprednings tilbehør.